# Битва при Кавите
Битва при Кавите (исп. Batalla de Cavite) — морское сражение во время испано-американской войны. Состоялось 1 мая 1898 года на Филиппинах у Кавите близ Манилы между американской эскадрой коммодора Джорджа Дьюи и испанской контр-адмирала Патрисио Монтехо. Это сражение известно в американской военно-морской истории под названием Битва в Манильской бухте (англ. Battle of Manila Bay)

## Состояние американской эскадры
США рассматривали действия против Филиппин как второстепенное направление по сравнению с главной задачей по захвату испанских владений в Вест-Индии. Единственный имевшийся у американцев на Тихом океане броненосец «Орегон» перед войной был направлен в Атлантику. Тем не менее, на Дальнем Востоке находились американские корабли крейсерской Азиатской эскадры, существенно превосходившие по мощи испанскую эскадру, базировавшуюся в Маниле. В апреле 1898 г. в Гонконге под командованием коммодора Дж. Дьюи находились четыре бронепалубных крейсера (водоизмещение от 3 до 6 тыс. тонн), две мореходных канонерские лодки крейсерского типа и три вспомогательных судна.
Американские корабли имели высокую скорость, сильную артиллерию, но слабую броневую защиту, поскольку предназначались, прежде всего, для подрыва вражеской морской торговли. Большая удалённость американцев от собственных баз на тихоокеанском побережье США создавала им трудности в обслуживании и снабжении боеприпасами (на кораблях был неполный запас снарядов). Также, в случае получения судами серьёзных повреждений, у них могли возникнуть серьёзные проблемы с ремонтом. В связи с этим нападение одними крейсерами на вражеский флот, находящийся в защищённой гавани, вначале представлялось крайне рискованным делом. Тем не менее, Дьюи, имевший сведения о состоянии испанских сил на Филиппинах, был готов выполнить приказ о немедленной атаке Манилы.
24 апреля 1898 г. в Гонконг пришли сообщения о начале войны между США и Испанией. Британские власти потребовали от американской эскадры покинуть нейтральный порт. Дьюи перешёл в близлежащую бухту Мирс, где проводилась заключительная подготовка к сражению, догружался уголь и боеприпасы, доставленные буквально накануне объявления войны. 25 апреля эскадра вышла к Филиппинам, во время пути проводились учения и тренировки личного состава.

## Состояние испанских морских сил на Филиппинах
Формально испанцы располагали на Филиппинах 12 военными кораблями, однако значительную часть из них составляли небоеспособные суда. Поэтому испанский контр-адмирал Монтехо мог использовать в бою лишь 6 крейсеров и 1 канонерскую лодку. Два испанских корабля с водоизмещением в 3 тыс. тонн считались «крейсерами 1-го ранга», четыре остальных (1000—1100 т.) — «крейсерами 2-го ранга». Фактически эти «крейсера» являлись обычными канонерками.. Общее водоизмещение испанской флотилии на Филиппинах составляло 11,7 тыс. т., корабельная артиллерия насчитывала 31 орудие среднего калибра (не более 160-мм) против 19,1 тыс. т. общего водоизмещения и 53 орудий крупного и среднего калибра (в том числе 11 орудий калибром 203-мм) американской эскадры.
Подготовка испанцев к сражению заключалась, прежде всего, в усилении береговой обороны, для чего снимались орудия с небоеспособных кораблей. В результате из пяти канонерок вооружение сохранил лишь «Маркиз дель Дуэро». Также была снята часть артиллерии с кораблей, оставшихся в строю. Этими орудиями были вооружены спешно построенные земляные укрепления на островах у входа в Манильскую бухту. Всего у испанцев на батареях было 43 орудия (в большинстве — устаревших), которые были рассредоточены по обширному побережью Манильской бухты. Готовилось затопление на фарватерах старых судов и установка минных заграждений. Было решено соорудить укрепления и в бухте Субик, куда первоначально предполагалось перебазировать эскадру.

Флагман Монтехо крейсер «Рейна Кристина»

25 апреля, сразу после получения известий о начале войны, контр-адмирал Монтехо перешёл с эскадрой из Манилы в бухту Субик, но обнаружил, что начатое там строительство батарей далеко от завершения. Испанский адмирал принял решение вернуться в Манильскую бухту и 28 апреля покинул Субик. Во время похода вышла из строя машина старого деревянного крейсера «Кастилия», который был вынужден идти на буксире.
Наиболее сильные береговые батареи испанцев защищали Манилу. В частности, там было 4 мощных крупповских орудия калибром 240-мм, более дальнобойных, чем 203-мм орудия американцев. Однако адмирал Монтехо, чтобы не подвергать Манилу опасности обстрела, отвёл свои корабли к арсеналу Кавите, который защищали только три 120-мм и два 150-мм орудия старого типа. У бухты было выставлено и минное заграждение. Уход от Манилы объяснялся и тем, что у Кавиты в случае повреждения в бою корабли затонули бы на мелком месте, и их экипажи имели бы больше возможностей для спасения. Таким образом, адмирал Монтехо с самого начала полагал свою эскадру обречённой и думал только о том, как сократить потери в сражении, которое он заранее считал проигранным. Испанцы подготовили свои корабли к бою, выкрасили их в маскирующий серый цвет, сняли с мачт рангоут и разложили на палубах брустверы из мешков с песком для защиты от осколков снарядов.

## Прорыв в Манильскую бухту

Флагман Дьюи крейсер «Олимпия». Апрель 1898

30 апреля американская эскадра подошла ко входу в Манильскую бухту. Крейсер «Бостон» и канонерку «Конкорд» были отправлены для разведки бухты Субик, где они не обнаружили испанцев. Получив донесение об этом, Дьюи провёл вечером совещание, на котором было решено той же ночью под прикрытием темноты прорваться в Манильскую бухту, пройдя не через обычно используемый северный проход, а более сложный для судоходства южный проход Бака Гранде между островами Эль-Фрайле и Кабальо.
Дьюи, несмотря на опасность мин, возглавил эскадру на своём флагманском крейсере «Олимпия». Когда на совещании ему предложили пустить вперёд транспорт, американский командующий ответил: «Есть там мины или нет, — но я поведу эскадру сам». Командиры кораблей получили короткую инструкцию: «Следуйте в кильватере флагмана и повторяйте все его маневры». В 21:45 на американской эскадре была сыграна боевая тревога и погашены бортовые огни, кроме одного фонаря за кормой, чтобы держать строй в колонне.
Вслед за «Олимпией» корабли 8-узловым ходом двинулись по проливу в Манильскую бухту. В 00:15 с береговой батареи на Эль-Фрайле, наконец, заметили американскую эскадру и сделали несколько выстрелов по идущим в конце «Конкорду» и «Бостону», но не добились попаданий. Вести прицельный огонь у испанцев не было возможности из-за отсутствия прожекторов. Американцы также ответили несколькими пущенными в сторону берега снарядами, после чего испанская батарея замолчала.

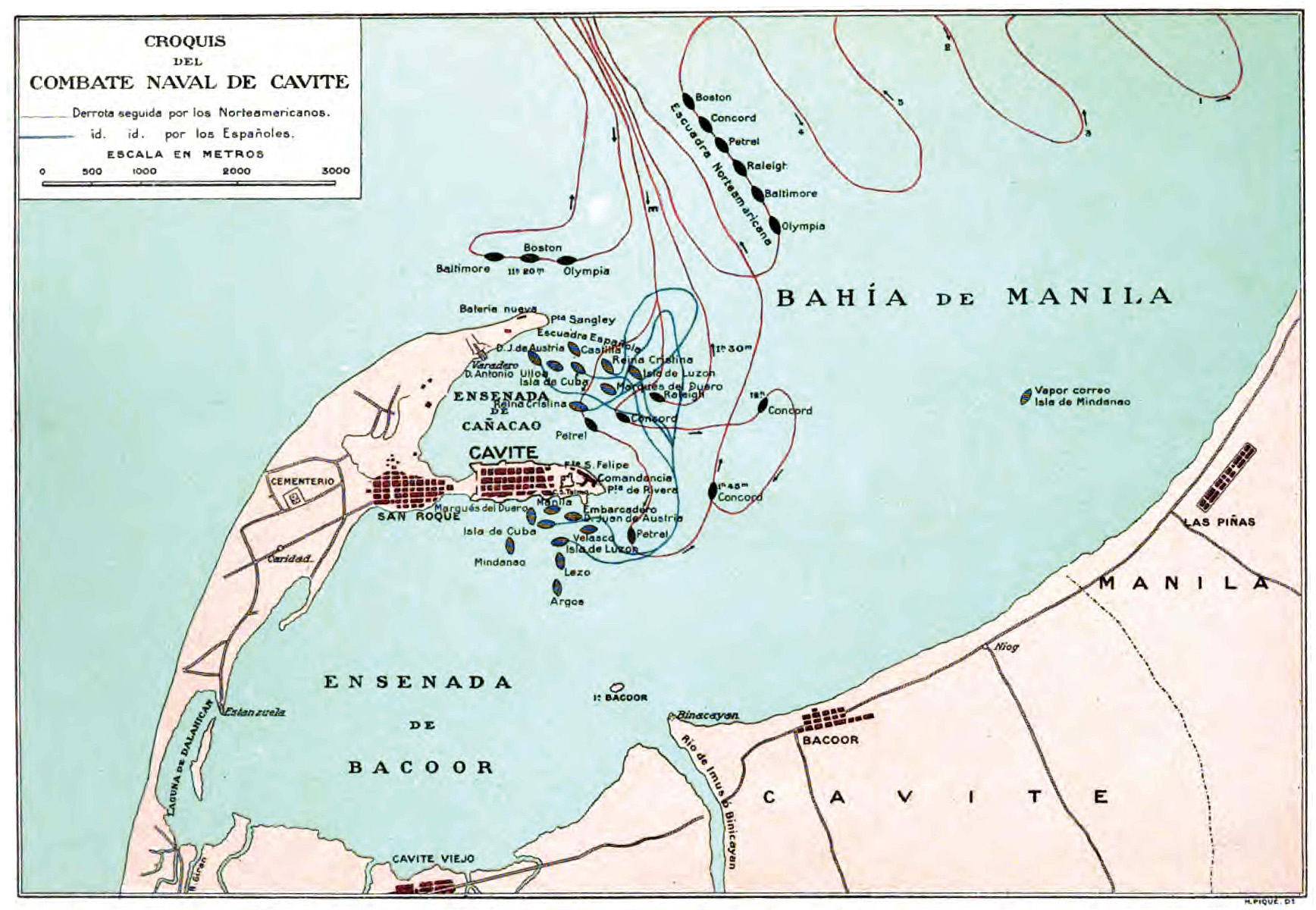
Схема сражения у Кавите 1 мая 1898 г.

Пройдя пролив, американцы снизили ход до самого малого, медленно двигаясь по обширной бухте. Возможно, Дьюи не рискнул приближаться в предутренних сумерках к берегу, так как опасался атаки испанских минных катеров, слухи о которых дошли до американцев. В 02:00 Монтехо, получив сообщения с Эль-Фрайле, поднял свою эскадру по тревоге. Шесть крейсеров и канонерка стояли на якорях восточней мыса Сангли у входа в бухту Канакао. Из семи кораблей эскадры Монтехо два — «Кастилия» и «Дон Антонио де Улоа» — по причине неисправных машин могли использоваться только как плавучие батареи.
На рассвете американцы вышли к Маниле, но испанских военных судов там не оказалось. Эскадра взяла курс на юг и около 5 утра обнаружила флот противника у Кавите. В ожидании начала сражения три американских вспомогательных судна получили приказ выйти из боевой линии и отойти на время боя в дальнюю часть бухты. Американские крейсера и канонерки, выстроившись в кильватерную колонну, двинулись в сторону мыса Сангли, где стояла испанская эскадра.

## Первый этап сражения

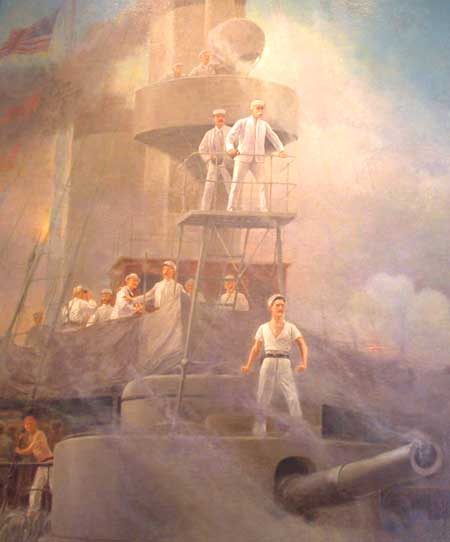
Коммодор Дьюи на мостике «Олимпии» во время боя

Испанцы первыми открыли огонь с кораблей и берега, когда американцы были от них на дистанции 30 кабельтовых (5,5 км), но не добились попаданий, так как снаряды падали с недолётами. Однако потом вблизи идущей в голове американской колонны «Олимпии» произошло два сильных взрыва. По одной версии это были близкие разрывы долетевших всё же снарядов, по другой — подводные мины, которые испанцы установили на слишком большой глубине либо подорвали преждевременно. Американцы пока не открывали огня по испанским кораблям. Дьюи только отдал приказ сократить интервалы в колонне. Американская эскадра двигалась со скоростью 6 узлов, дистанция между кораблями в колонне была 200 ярдов (183 м).
В 05:40 Дьюи скомандовал поворот на северо-запад, чтобы все его корабли могли вести огонь левым бортом, и отдал ставший знаменитым приказ командиру «Олимпии» Чарльзу Гридли: «Когда будете готовы, Гридли, можете открывать огонь». Выстрел 203-мм орудия носовой башни «Олимпии» стал сигналом начала стрельбы для всех американских кораблей. В тот момент испанцы были от них на расстоянии 20 кабельтовых (3,7 км). Пройдя две мили параллельно линии испанской эскадры, американцы совершили разворот на юго-восток, чтобы вести теперь огонь правым бортом. Всего Дьюи совершил пять подобных галсов, постепенно приблизившись к испанским кораблям до дистанции в 10 кабельтовых (1,8 км). Свидетель битвы вспоминал, что американские крейсеры «двигались медленно и четко, почти не ломая строй», их действия напоминали «тщательно отрепетированный спектакль». Первыми американцы уничтожили два испанских баркаса, принятые ими за минные катера.
Главную роль в сражении сыграли два сильнейших американских крейсера — флагманская «Олимпия» (водоизмещение 5,8 тыс. тонн, скорость 21 узел, четыре 203-мм орудия в двух башнях, десять 127-мм орудий) и идущий за ней «Балтимор» (4600 т., 20 узлов, четыре 203-мм и шесть 152-мм орудий). Они шли первыми в колонне, ведя непрерывный огонь по противнику. Первоначально американцы стреляли недостаточно метко, однако количество выпущенных ими снарядов было столь велико, что испанцы получали всё новые попадания, которые причиняли им серьёзные повреждения и вызывали многочисленные пожары. По мере сближения с противником эффективность обстрела возрастала.

Картина «Битва при Кавите»

Из испанских кораблей наиболее активно вели ответный огонь ближайший к американцам крейсер «Дон Хуан де Аустрия» (1130 т., четыре 120-мм орудия) и флагман адмирала Монтехо крейсер «Рейна Кристина». (3500 т., 16 узлов, шесть 160-мм орудий). Американцы сосредоточили огонь на «Дон Хуане» и вскоре заставили его выйти из боя, отступив вглубь бухты. Затем под обстрел попала «Рейна Кристина» и второй большой корабль испанцев — «Кастилия» (3200 т., из четырёх 150-мм и двух 120-мм орудий часть была уже снята). На деревянной «Кастилии» вспыхнул пожар, из-за перебитой якорной цепи её развернуло к противнику бортом, где уже были сняты орудия. Потеряв возможность вести дальше бой, экипаж «Кастилии» перешёл на подошедший «Дон Хуан де Аустрия», также серьёзно пострадавший от обстрела. Тяжёлые повреждения получил и однотипный с «Дон Хуаном» крейсер «Дон Антонио де Улоа».

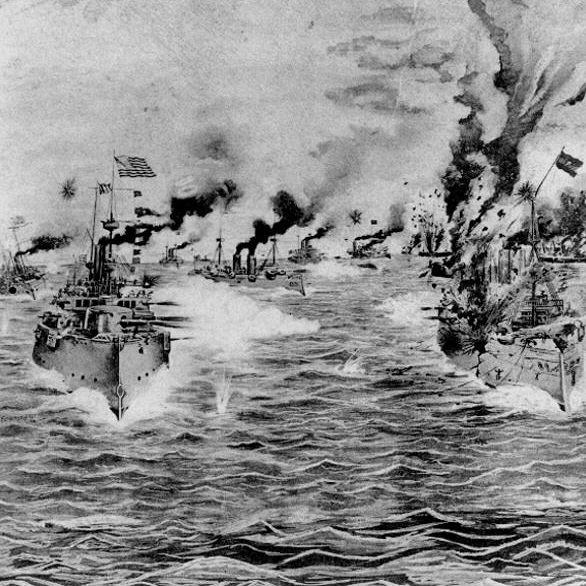
Бой «Олимпии» и «Рейны Кристины». Рисунок из журнала

В 07:00 крейсер «Рейна Кристина» по приказу адмирала Монтехо двинулся навстречу американской эскадре. На приближающийся испанский крейсер обрушился общий огонь «Олимпии», «Балтимора» и идущего за ними «Рейли». За короткое время безбронный испанский корабль получил множество попаданий. На «Рейне Кристине» американские снаряды снесли рубку и капитанский мостик, заднюю дымовую трубу и все три мачты, были пробиты котлы, выведено из строя рулевое управление, в корпусе зияли огромные пробоины, корабль охватил пожар, угрожавший взрывом боевого погреба, который пришлось затопить. Из-за разрывов снарядов была выбита практически вся орудийная прислуга, а прямое попадание в кают-компанию уничтожило переполненный лазарет. Один из снарядов сбил с клотика испанский флаг, который, однако, был немедленно поднят вновь на обломке мачты.
Адмирал Монтехо приказал повернуть свой разбитый корабль к берегу. Американцы не прекращали обстреливать тонущую «Рейну Кристину», к которой подошли для оказания помощи «Исла де Куба», «Исла де Лусон» и «Маркиз дель Дуэро», также получившие повреждения. В 07:30, практически сразу после расстрела «Рейны Кристины», Дьюи дал своей эскадре приказ о выходе из боя. Это было объявлено под предлогом того, чтобы дать командам возможность позавтракать. На самом деле Дьюи получил от капитана Гридли неожиданный доклад об исчерпании боезапаса до опасного минимума в 15 снарядов на орудие. Поэтому американский командующий решил прервать сражение и уточнить ситуацию. К неудовольствию охваченных горячкой боя команд (матросы кричали: «Ради бога, не останавливайте нас! К чертям завтрак!») американские корабли прекратили обстрел и отошли от берега. В сражении наступил перерыв.

## Второй этап сражения
Испанская эскадра после двухчасового боя потеряла «Рейну Кристину» и «Кастилию». Оставленные командами, они затонули на мелководье, но верхняя часть корпусов осталась на поверхности. Из других кораблей наиболее тяжело пострадал «Антонио де Улоа», стоявший в полузатопленном состоянии у берега с разобранной машиной и снятой артиллерией обращённого к берегу борта. Тем не менее, часть команды оставалась на корабле и готовилась продолжать бой. У канонерки «Маркиз дель Дуэрро» были сбиты два орудия и повреждена машина, однако судно сохранило ход. Мало пострадали однотипные крейсеры «Исла де Куба» и «Исла де Лусон» — единственные из испанских кораблей, имевшие защиту в виде броневой палубы. Адмирал Монтехо, поднявший флаг на «Исла де Куба», вместе с «Лусоном», «Хуаном де Аустия», и «Маркизом дель Дуэрро» отошёл в расположенную южнее Кавиты бухту Бакур, где уже стояли разоруженные крейсер «Веласко» и четыре канонерки, а также два транспорта.

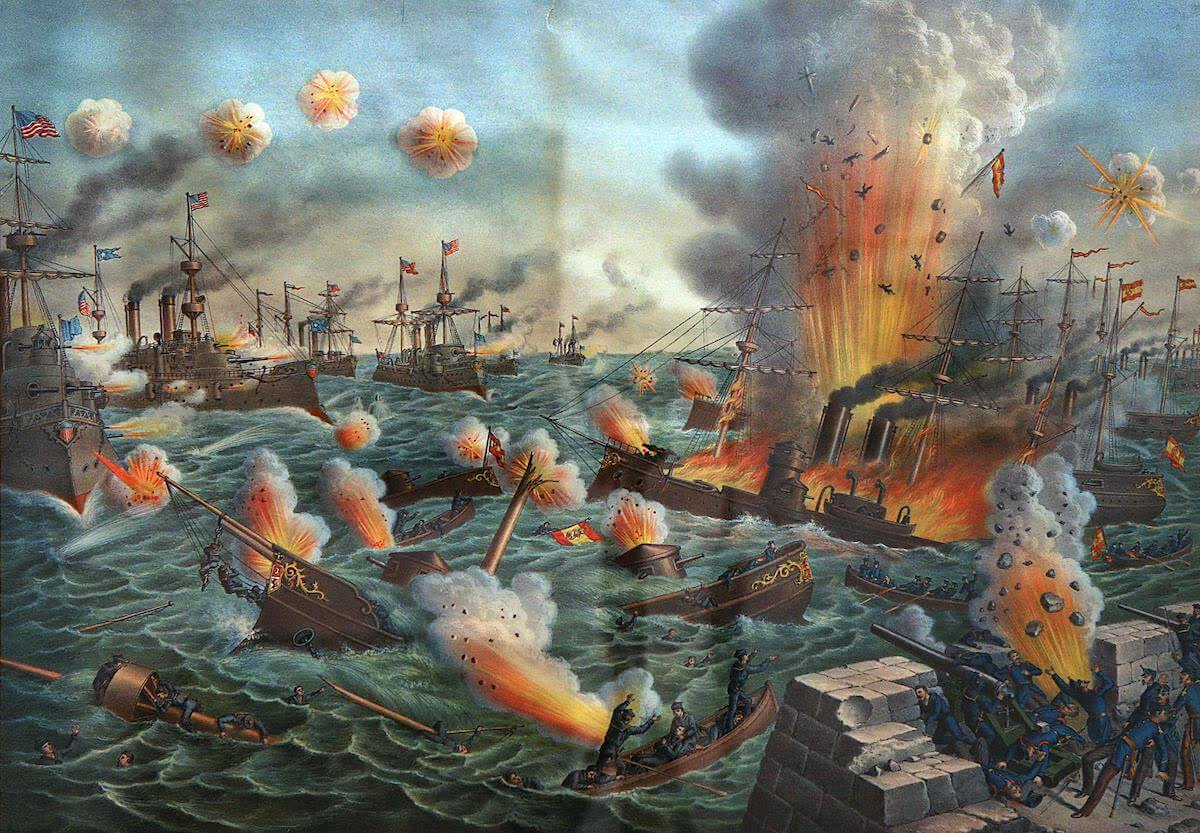
«Великая битва при Кавите». Литография (США)

Адмирал Дьюи в это время принимал сведения со своих кораблей. Информация об исчерпании боезапаса до 15 снарядов на орудие оказалась ошибочной, на самом деле снарядов оставалось достаточно, каждое орудие выпустило 15 снарядов. За время боя американцами не было получено ни одного серьёзного повреждения. Выяснив ситуацию с боеприпасами, Дьюи принял решение довершить до конца уничтожение испанских военно-морских сил на Филиппинах. В 10:45 американская эскадра получила приказ вновь идти к Кавите. Крейсеры подошли к бухте Канакао, причём небольшой и быстроходный «Рейли» должен был зайти в саму бухту. Канонерки отделились от эскадры и направились на юг для проведения разведки.
В 11:16 сражение возобновилось. «Олимпия», «Бостон» и шедший от них отдельно «Рейли» открыли огонь по «Антонио де Улоа» — единственному из испанских кораблей, с которого по американцам было сделано несколько выстрелов. Вскоре «Антонио» был окончательно добит и покинут командой. Обстрелу подверглись также возвышавшие над поверхностью воды остовы «Кастилии» и «Рейны Кристины».
Крейсер «Балтимор», посланный перехватить показавшееся торговое судно, попал под обстрел двух 150-мм испанских орудий из форта на мысе Сангли. Испанцам удалось добиться единственного попадания в американский корабль. На «Балтиморе» было сбито одно 6-дюймовое орудие и ранено 9 человек. Крейсер открыл ответный огонь по форту. Вскоре к «Балтимору» присоединились и «Олимпия» с «Бостоном». Американцы обнаружили, что испанские береговые орудия не имели достаточного угла снижения и не могли обстреливать корабли на близкой дистанции. Воспользовавшись этим, американцы подошли к берегу на 5 кабельтовых и, находясь в «мертвой зоне», могли безнаказанно расстреливать укрепления испанцев.
Канонерка «Конкорд» в это время перехватила к юго-востоку от Кавиты испанский почтовый пароход. Канонерка «Петрел», обнаружив к югу от арсенала Кавите весь оставшийся испанский флот, открыла огонь. Адмирал Монтехо сразу отдал приказ своим командам покинуть суда, открыв кингстоны. Между тем у Монтехо всё ещё было два практически неповреждённых малых бронепалубных крейсера британской постройки — «Исла де Куба» и «Исла де Лусон» (по 1000 тонн, 16 узлов, четыре 120-мм орудия), которые вполне могли бы дать бой «Петрелу» (860 т., 12 узлов, четыре 152-мм орудия). Тем не менее, «Исла де Куба» и «Исла де Лусон» самозатопились у берега, очевидно, опасаясь появления вслед за канонеркой всей американской эскадры. С «Петрела» на брошенные испанцами крейсеры были посланы матросы, которые подожгли верхние надстройки этих кораблей. В 12:30 Дьюи приказал прекратить огонь и передал испанскому коменданту Кавите ультиматум о сдаче, угрожая бомбардировкой уже самого города. Над фортом мыса Сангли был поднят белый флаг.

## Итоги сражения

Испанский крейсер «Рейна Кристина» после боя 1 мая 1898 г.

Испанская эскадра на Филиппинах была полностью уничтожена. Потери испанцев в личном составе составили 161 человек убитых и 210 раненых. Основные жертвы пришлись на «Рейну Кристину». На флагманском крейсере адмирала Монтехо погибло 130 матросов и офицеров, в том числе — командир корабля Луис Кадарсо, последним уходивший с крейсера и убитый уже в шлюпке. 23 человека погибло на «Кастилии», и 8 — на всех остальных кораблях. Всего американцы добились 145 попаданий в испанские суда, из которых примерно по 40 пришлось в «Рейну Кристину» и «Кастилию», 33 — «Антонио де Улоа», 13 — в «Хуана де Аустриа», 10 — в «Маркиза де Дуэрро». Менее других пострадали «Исла де Куба» и «Исла де Лусон», поражённые соответственно 5 и 3 раза. Такое количество попаданий при выпущенных американцами в ходе сражения 5900 снарядов говорит о недостаточной меткости их стрельбы. Сами американские корабли получили от испанцев 19 попаданий, из которых лишь одно  (попадание в «Балтимор») было достаточно серьёзным. Людские потери американцев составили 9 ранеными. В ходе боя умер от теплового удара инженер-механик одного из сопровождавшего эскадру Дьюи транспорта, но его смерть нельзя отнести к боевым потерям.

## Последствия
2 мая американцы заняли Кавите, ставшую их базой на Филиппинах. 3 мая они высадились и на острове Коррехидор, оставленном испанцами без боя, и уничтожили находившиеся там береговые батареи, которые держали под контролем выход из Манильской бухты. Однако, хотя американская эскадра и уничтожила полностью испанские морские силы на Филиппинах, она не могла без помощи крупного десантного корпуса овладеть самой Манилой. В результате столица Филиппин оставалась в руках у испанцев до самого конца войны. Таким образом, чисто военное значение битвы у Кавите было сравнительно небольшим. Уничтожив эскадру Монтехо, Дьюи несколько ослабил оборону Манилы, лишив её морских сил, и ликвидировал угрозу, которую испанские корабли могли теоретически представлять для транспортов с американскими войсками, направленными позже на Филиппины.

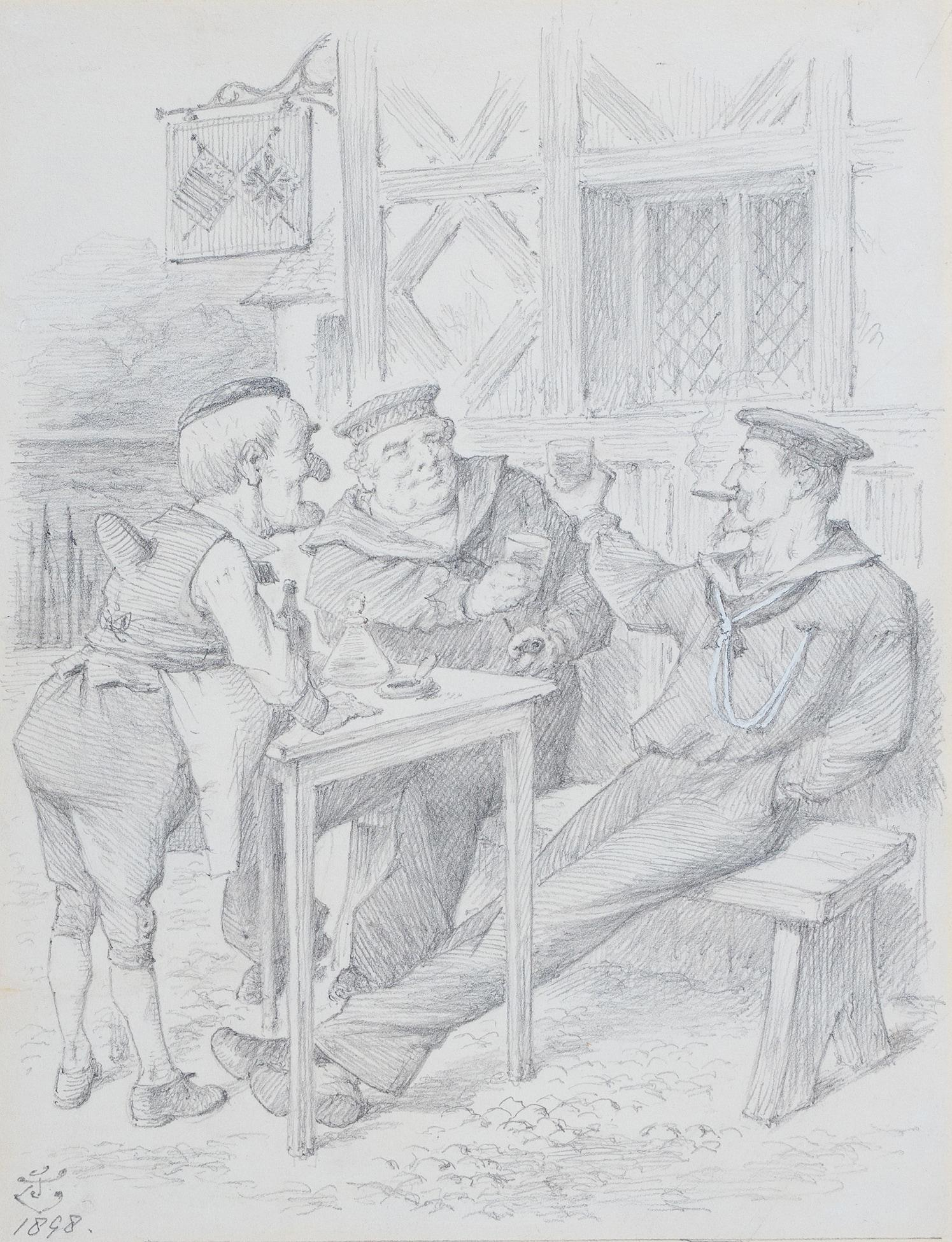
Оригинальный карандашный рисунок для карикатуры журнала Punch «Мистер Панч и Британия поднимают тост за США после их победы над Испанией в битве при Манильском заливе» (1898), Джон Тенниел

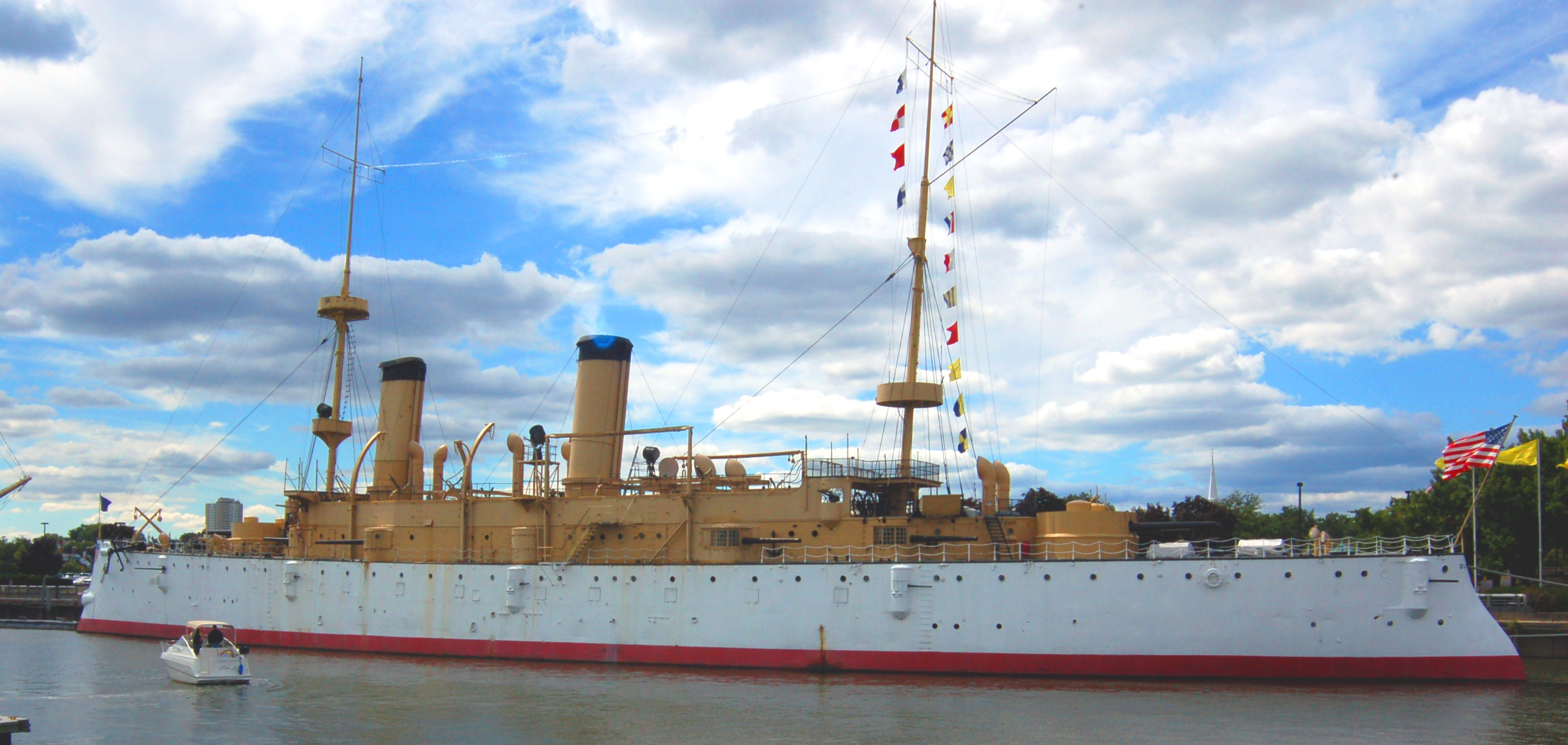
Крейсер «Олимпия» на мемориальной стоянке

Гораздо большим было психологическое значение битвы в Манильской бухте. Блестящая победа всего лишь через неделю после объявления войны воодушевила американское общество, придала уверенность в быстром успехе всей военной кампании. Американский флот впервые разгромил в эскадренном сражении флот одной из европейских держав и вошёл в число ведущих военных флотов мира. Битва при Кавите сделала Дж. Дьюи, сразу произведённого в контр-адмиралы, а потом — в адмиралы флота, национальным героем США. Во время его торжественной встречи в Нью-Йорке после окончания войны на фейерверки было потрачено больше пороха, чем американцы израсходовали при Кавите. Флагман Дьюи крейсер «Олимпия» позднее стал музейным кораблём.
После поражения в Манильском заливе испанский командующий был отозван в Мадрид, где военный трибунал признал его виновником поражения. По приговору военного трибунала он был заключен в тюрьму в марте 1899 года, но позже был освобожден. Позже с Монтехо были сняты обвинения, тем не менее он был уволен из ВМС Испании.